# 干以胜
干以胜（1945年8月—）湖北武穴人，出生在安徽；华东政法学院政法系毕业。1980年10月加入中国共产党，是中共第十六届、十七届中纪委委员、常委，在第十六届中纪委第七次全会上增选为中纪委副书记。现任第十七届中纪委副书记，全国政务公开领导小组副组长。

## 简历
自华东政法学院毕业，正值文化大革命时期，干以胜留校待分配一年；1968年被安排到新疆维吾尔自治区策勒县劳动锻炼。1971年入公职，先后在策勒县医院、公安局任职；1980年返回原籍安徽。
此后，干以胜一直在安徽工作。历任安徽省高级人民法院书记员、助理审判员、经济审判庭庭长，安徽省监察厅副厅长等职。1991年，干以胜调入中央，出任中华人民共和国监察部政策法规司副司长；两年后，进入中纪委工作；还曾于1998年至2002年间，担任监察部副部长，是何勇的副手。2002年11月，干以胜当选中纪委委员、常委，并担任中纪委秘书长职务。同时作为中纪委的新闻发言人，干以胜在2006年9月曾召开新闻发布会，对外宣布中共中央正在查处陈良宇的“问题”。不久，在2007年1月10日结束的十六届中纪委第七次全体会议决定，增补干以胜为中纪委副书记。在中共十七大上，干以胜连任中纪委副书记，但不再兼任秘书长职务。
他是第十二届全国政协常务委员。